# Нефернефруатон
Нефернефруато́н— египетский фараон-женщина из XVIII династии, соправительница Эхнатона на протяжении двух с лишним лет (1335—1333 годы до н. э.).
По мнению отдельных египтологов, умерла ещё до смерти Эхнатона, поэтому не правила самостоятельно.

## Происхождение
О происхождении Нефернефруатон достоверных сведений не сохранилось. Тронное имя было Анкхетхеперура, возлюбленная Ваенра (=супругом). Существует несколько версий о личности Нефернефруатон:
- ею могла быть вдовствующая царица Нефертити, которая также носила атоническое имя с 5 года правления Эхнатона Нефернефруатон-Нефертити. Эхнатон сделал её соправителем, в то время как Кийа стала его главной женой[3].
- вдовствующая царица Кийа[4].
- принцесса Меритатон, жена фараона Сменхкара могла занимать трон между правлениями отца и мужа. На ящике из гробницы Тутанхамона имена Эхнатон, Нефернефруатон и Меритатон стоят рядом, отчего двое последних не могут оказаться одним человеком[5].
- Нефернефруатон-ташерит (четвёртая дочь Эхнатона и Нефертити)[2]. Принцесса не была замужем, чтобы именоваться "возлюбленная супругом", и не имела возможности вступать в право наследования раньше старших сестёр[4].
- безымянная египетская царица из хеттских источников ("Деяния Суппилулиумы"), где она называется Дахамунцу[2].
- В 2019 году Профессор Валери Ажено из Университета Квебека (Монреаль) выдвинула гипотезу, что под именем Нефернефруатон скрываются сразу две сестры — Меритатон и Нефернефруатон-ташерит[6][7].

В 1974 году Джон Харрис обнаружил в начертании женское окончание, отчего андрогинность (даже по меркам Амарнского искусства) найденных скульптурных изображений фараона Нефернефруатон в гробнице Тутанхамона (KV62) стала понятна.
О Нефренефруатон известно лишь, что это женщина, и она царствовала в конце правления Эхнатона.
Возможно, Нефернефруатон могла оставаться регентшей при малолетнем Тутанхамоне. 
Ранее Нефернефруатон отождествляли со Сменхкара, так как у них совпадали тронные имена (Анххеперура). Однако точный порядок и период их правления остаётся неизвестным, как и их родственные отношения с Эхнатоном.